# 日向理恵子
日向 理恵子（ひなた りえこ、1984年 − ）は日本の児童文学作家。兵庫県出身。日本児童文学者協会会員。兵庫県在住。

## 略歴
兵庫県出身。2人姉妹の妹で、4歳上の姉がいる。5、6歳の頃から創作活動を始め、高校生であった18歳の時、高木理恵子の名前で『魔法の庭へ（創元社）』を自費出版した。
デビュー作である『雨ふる本屋』は国内外で人気シリーズとなり韓国語版、中国語版、ロシア語版、台湾語版、ベトナム語版、イタリア語版で刊行されている。
『火狩りの王』は『ダ・ヴィンチ』(2019年3月号)「今月のプラチナ本」選出、『ダ・ヴィンチ』(2020年1月号) BOOK OF THE YEAR 2019に29位にランクインするなど児童文学の枠におさまらない高い評価を得ている。 2020年11月にWOWOWオリジナルアニメ化が発表され、2022年1月には監督を西村純二、構成・脚本を押井守が担当することが発表された。　11月22日には、KADOKAWAからハードカバー版に引き続き山田章博の挿画を収録し、新たに表紙を書き下ろした角川文庫版と、静山社からアニメ版ビジュアルを使用し、巻末にはアニメーション設定資料を掲載したペガサス文庫版の各一巻が同時発売された。2023年1月14日から第1シーズンが放送・配信され、(全10話)3月18日に第2シーズンの制作が発表された。2024年1月14日から第2シーズンが放送・配信された。(全10話)
2020年10月、日向を中心に兵庫県姫路市内の古書店主ら3名とフリーペーパー『かげ日なた』を創刊。2021年4月の第3号よりメンバーが1人増え、2022年4月の第7号からは毎回変わるゲストメンバーも執筆。年4回発行で、兵庫県内の書店などで配布されている。2025年4月現在、19号まで発刊。

## 人物
趣味は庭いじり、多肉植物・観葉植物の世話、万年筆。2児の母。
仕事場はダイニングテーブル。手書きと機械入力両方を駆使して執筆している。『雨ふる本屋とうずまき天気』では手帳サイズのノートで執筆、『ネバーブルーの伝説』では、ノートに全て手書きしたのち、テキストに打ち出し清書していった。
幼少期からかわるがわる常に犬がおり、自身も犬を飼う愛犬家。『火狩りの王』に登場する狩り犬・「かなた」と「てまり」は日向の飼い犬がモデル。また、作家名日向理恵子の「日向」は飼い犬の「ひなた」からあやかってつけた。

## 作品リスト

### 単行本
- 魔法の庭へ（2003年3月　創元社）ISBN 978-4-422-93039-8
- 魔法の庭へ（2010年2月　童心社）ISBN 978-4-494-01946-5
- 日曜日の王国（2018年3月　PHP研究所）ISBN　978-4-569-78752-7
- 迷子の星たちのメリーゴーランド（2021年3月　小学館）ISBN　978-4-09-227245-3
- 星のラジオとネジマキ世界（2022年1月　PHP研究所）ISBN 978-4-569-88034-1
- ネバーブルーの伝説（2023年7月　KADOKAWA)ISBN 978-4-04-113635-5

### 雨ふる本屋シリーズ
- 雨ふる本屋（2008年11月　童心社）ISBN 978-4-494-01942-7
- 雨ふる本屋の雨ふらし（2012年10月　童心社）ISBN 978-4-494-02031-7
- 雨ふる本屋とうずまき天気（2017年5月　童心社）ISBN 978-4-494-02053-9
- 雨ふる本屋と雨もりの森（2018年6月　童心社）ISBN 978-4-494-02054-6
- 雨ふる本屋と雨かんむりの花（2020年7月　童心社）ISBN 978-4-494-02065-2

### すすめ!図書館くらぶシリーズ
- すすめ!図書館くらぶ〈1〉旧校舎の黄金書（2011年2月　岩崎書店フォア文庫）ISBN 978-4-265-06421-2
- すすめ!図書館くらぶ〈2〉百獣の行進（2011年10月　岩崎書店フォア文庫）ISBN 978-4-265-06430-4
- すすめ!図書館くらぶ〈3〉雨夜の数え唄（2012年1月　岩崎書店フォア文庫）ISBN 978-4-265-06434-2
- すすめ!図書館くらぶ〈4〉ふたりの魔女（2012年7月　岩崎書店フォア文庫）ISBN 978-4-265-06438-0
- すすめ!図書館くらぶ〈5〉明日のページ（2013年1月　岩崎書店フォア文庫）ISBN 978-4-265-06464-9

### 火狩りの王シリーズ
ほるぷ出版版(ハードカバー)
- 火狩りの王〈一〉春ノ火（2018年12月）ISBN　978-4-593-10022-4
- 火狩りの王〈二〉影ノ火（2019年5月）ISBN 978-4-593-10073-6
- 火狩りの王〈三〉牙ノ火（2019年11月）ISBN 978-4-593-10074-3
- 火狩りの王〈四〉星ノ火（2019年9月）ISBN 978-4-593-10206-8
- 火狩りの王 〈外伝〉野ノ日々（2022年12月）ISBN 978-4-593-10207-5

KADOKAWA・角川文庫版
- 火狩りの王 〈一〉春ノ火（2022年11月）ISBN　978-4-04-112888-6
- 火狩りの王 〈二〉影ノ火（2022年12月）ISBN 978-4-04-112889-3
- 火狩りの王 〈三〉牙ノ火（2023年1月）ISBN 978-4-04-112890-9
- 火狩りの王 〈四〉星ノ火（2023年2月）ISBN 978-4-04-112891-6
- 火狩りの王 〈外伝〉野ノ日々（2023年3月）ISBN 978-4-04-112892-3

静山社・ペガサス文庫版
- 火狩りの王 春ノ火〈1－上〉（2022年11月）ISBN 978-4-86389-730-4
- 火狩りの王 春ノ火〈1－下〉（2022年11月）ISBN 978-4-86389-731-1
- 火狩りの王 影ノ火〈2－上〉（2023年1月）ISBN 978-4-86389-732-8
- 火狩りの王 影ノ火〈2－下〉（2023年1月）ISBN 978-4-86389-733-5
- 火狩りの王 牙ノ火〈3－上〉（2023年4月）ISBN 978-4-86389-734-2
- 火狩りの王 牙ノ火〈3－下〉（2023年4月）ISBN 978-4-86389-735-9
- 火狩りの王 星ノ火〈4－上〉（2023年6月）ISBN 978-4-86389-736-6
- 火狩りの王 星ノ火〈4－下〉（2023年6月）ISBN 978-4-86389-737-3
- 火狩りの王 野ノ日々〈外伝〉（2023年9月）ISBN 978-4-86389-827-1

### いばらの髪のノラシリーズ
- いばらの髪のノラ〈I〉黄金の心臓 （2024年4月　童心社） ISBN 978-4-494-02843-6
- いばらの髪のノラ〈II〉雨の都と月の竜 （2024年6月　童心社）ISBN 978-4-494-02844-3
- いばらの髪のノラ〈III〉世界の器（2024年8月　童心社）ISBN 978-4-494-02845-0

### その他
ブログエッセイ連載〈狩りの日記〉(2020年8月4日−10月6日)